# Mastomys pernanus
Mastomys pernanus је врста глодара из породице мишева (лат. Muridae).

## Распрострањење
Врста је присутна у Кенији, Руанди и Танзанији.

## Станиште
Врста Mastomys pernanus има станиште на копну.

## Угроженост
Подаци о распрострањености ове врсте су недовољни.

### Популациони тренд
Популациони тренд је за ову врсту непознат.